# Don Megowan

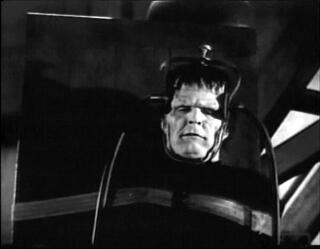
Megowan als Monster im Film Tales of Frankenstein (1958)

Don Megowan (* 24. Mai 1922 in Inglewood, Kalifornien; † 26. Juni 1981 in Panorama City, Kalifornien) war ein US-amerikanischer Schauspieler.

## Leben
Während seiner Highschool-Zeit war Megowan, der sehr groß gewachsen war, ein guter Leichtathlet. Seine schauspielerische Karriere begann Megowan beim Film 1951; zunächst wurde er in Kleinstrollen eingesetzt. Gastauftritte in Fernsehserien folgten. Nachdem er an den Disney-Produktionen Davy Crockett, King of the Wild Frontiers und The Great Locomotive Chase teilgenommen hatte, wurden seine Rollen größer. Nach wie vor waren Fernseh-Gastspiele zahlreich (darunter viele Westernserien wie Rauchende Colts, Tausend Meilen Staub und Cheyenne). Megowan spielte eine Handvoll Hauptrollen in B-Filmen, einige davon in Italien produziert. Seine bekannteste Rolle war wohl die des Captain Huckabee in der 1962 produzierten Serie The Beachcomber. Mel Brooks besetzte ihn 1974 als kaugummikauenden Desperado in Blazing Saddles.
Megowan war auch einer der Darsteller des „Gillman“, der Monsterfigur, die erstmals in Der Schrecken vom Amazonas zu sehen war. Für das Fernsehen spielte er Frankensteins Ungeheuer.

## Tod
Megowan, war starker Raucher im Alter von 12 bis 48 Jahren, der im Alter von 59 Jahren an Kehlkopfkrebs starb. Sein Gewicht war von fast 150 Kilo auf knapp 75 gefallen.

## Filmografie (Auswahl)
- 1951: Die Spur führt zum Hafen (The Mob)
- 1951: The Mobster
- 1954: Prinz Eisenherz (Prince Valiant)
- 1955: Davy Crockett, König der Trapper (Davy Crockett, King of the Wild Frontier)
- 1956: The Werewolf
- 1956: Das Ungeheuer ist unter uns (The Creature Walks amongst Us)
- 1956: In geheimer Mission (The Great Locomotive Chase)
- 1958: Verräter unter uns (Money, Women and Guns)
- 1959: Der Herrscher von Kansas (The Jayhawkers)
- 1960: Jim, der eiskalte Killer (Lust to Kill)
- 1960: Die Furchtlosen von Parma (La strada dei giganti)
- 1961: Die Abenteuer der Totenkopf-Piraten (Il terrore dei mari)
- 1962: The Beachcomber (Fernsehserie, 39 Folgen)
- 1962: The Creation of the Humanoids
- 1966: Tarzan und die goldene Stadt (Tarzan and the Valley of Gold)
- 1968: Die Teufelsbrigade (The Devil’s Brigade)
- 1974: Is’ was, Sheriff? (Blazing Saddles)
- 1979: Mrs. R’s Daughter (Fernsehfilm)